# Amata phacozana
Amata phacozana là một loài bướm đêm thuộc phân họ Arctiinae, họ Erebidae.